# ۱۸۱۱
۱۸۱۱ (میلادی) هزار و هشتصد  و یازدهمین سال تقویم میلادی است.

## زادگان
- ۲۵ اکتبر: اواریست گالوا، ریاضی‌دان و انقلابی فرانسوی
- ۶ ژانویه – چارلز سومنر، سیاست‌مدار آمریکایی (د. ۱۸۷۴)
- ۹ ژانویه – ژیلبرت آبوت ا بکت، نویسنده بریتانیایی (د. ۱۸۵۶)
- ۳ فوریه – هوراس گریلی، ژورنالیست و سیاست‌مدار آمریکایی (د. ۱۸۷۲)
- ۱۴ ژوئن – هریت بیچر استو، نویسنده آمریکایی (د. ۱۸۹۶)
- ۱۸ ژوئیه – ویلیام تاکری، نویسنده بریتانیایی (د. ۱۸۶۳)
- ۲۷ اکتبر – استیونز تی. میسون، سیاست‌مدار آمریکایی (د. ۱۸۴۳)